# Jean-Armel Kana-Biyik
Jean-Armel Kana-Biyik, né le 3 juillet 1989 à Metz, est un footballeur international camerounais, qui possède également la nationalité française. Il évolue au poste de défenseur central. Il est le fils de l'international camerounais André Kana-Biyik et le neveu de François Omam-Biyik.

## Biographie

### Jeunesse
Jean-Armel Kana-Biyik est issu d'une famille de footballeurs camerounais. Son père André évolue au FC Metz lorsqu'il vient au monde en 1989. Un an plus tard, la famille déménage en Seine-Maritime, où André Kana-Biyik évolue avec le Havre AC jusqu'en 1994. Devenant footballeur lui-même, Jean-Armel Kana-Biyik commence sa formation avec le club havrais en 1999. Il fait toutes ses classes au HAC jusqu'à intégrer l'effectif professionnel.
Le 22 février 2008, Kana-Biyik dispute son premier match professionnel, en Ligue 2, face au Dijon FCO. Il joue trois autres rencontres, dont deux comme titulaire, lors de cette saison 2007-2008, contribuant au titre de champion de France de L2 qu'obtient le club havrais. La saison suivante, le HAC ne parvient pas à se maintenir en Ligue 1, mais Kana-Biyik dispute dix rencontres, dont huit comme titulaire. Fin août 2009, il signe un premier contrat professionnel de trois ans avec son club formateur. Son entraîneur Cédric Daury lui fait confiance et l'associe à Nicolas Gillet en défense centrale, faisant de lui un titulaire régulier tout au long de la saison 2009-2010, avec vingt-huit matchs disputés en Ligue 2.
Ses performances en club lui permettent d'intégrer l'équipe de France espoirs, dont il répond favorablement à la convocation alors que l'opportunité lui est également donnée de représenter le Cameroun comme l'a fait son père auparavant. Le 27 mars 2009, il obtient une première sélection avec les espoirs face à l'Estonie (3-0), et marque le troisième but français. Il est par la suite convoqué pour le Tournoi de Toulon et pour plusieurs rencontres de qualification à l'Euro espoirs 2011.

### Stade rennais
Le 22 juin 2010, il est transféré au Stade rennais FC, club avec lequel il signe un contrat de quatre ans et où avait évolué son oncle François Omam-Biyik vingt ans auparavant.
Il marque son premier but le 18 décembre 2010 contre Valenciennes à la dernière minute du match, offrant la victoire à son équipe. Il enchaîne les bonnes performances qui le propulse à une place de titulaire indiscutable dans la défense rennaise. Le 9 novembre 2011, il prolonge son contrat avec le Stade rennais d'une saison, jusqu'en juin 2015. Fin février 2012, après plusieurs mois d'hésitation, il choisit de porter le maillot de la sélection camerounaise, mais met encore plusieurs mois avant d'honorer ce choix. Le 14 octobre 2012, il dispute finalement son premier match avec le Cameroun, titularisé contre le Cap-Vert pour un match comptant pour les éliminatoires de la CAN 2013. Le Cameroun l'emporte, mais est éliminé sur l'ensemble des deux matchs disputés face aux Cap-Verdiens.

### Toulouse Football Club
Mis de côté par Philippe Montanier à Rennes, il s'engage pour deux ans et demi pour le Toulouse FC, qui cherchait un défenseur francophone pour stabiliser son arrière-garde, le 10 janvier 2015. Le 17 janvier 2015, il dispute son premier match sous les couleurs toulousaines. Titularisé en défense centrale, il doit sortir en fin de rencontre, victime d'une blessure à la cuisse qui doit le tenir éloigné des terrains pour trois semaines.
Il marque son premier but avec les violets le 21 mars 2015 et offre la victoire au TFC face aux Girondins de Bordeaux lors du derby de la Garonne (2-1, 30e journée).

### Kayserispor
Le 4 août 2016, il est transféré à Kayserispor, pour une première expérience hors du championnat de France.

### Gaziantep FK
À l'été 2019, il signe au Gaziantep FK.
Début septembre 2021, le club turc décide de se séparer du défenseur international camerounais. Il est désormais libre de tout contrat.

### FC Metz
Le 5 janvier 2022, il signe un contrat de 6 mois au FC Metz.

## Statistiques
| Saison                | Club                  | Championnat           | Championnat | Championnat | Coupe nationale | Coupe nationale | Coupe de la Ligue | Coupe de la Ligue | Compétition(s) continentale(s) | Compétition(s) continentale(s) | Compétition(s) continentale(s) | Cameroun | Cameroun | Total | Total |
| Saison                | Club                  | Division              | M.          | B.          | M.              | B.              | M.                | B.                | Comp.                          | M.                             | B.                             | M.       | B.       | M.    | B.    |
| 2007-2008             | Le Havre AC           | 2                     | 4           | 0           | 0               | 0               | 0                 | 0                 | -                              | -                              | -                              | -        | -        | 4     | 0     |
| 2008-2009             | Le Havre AC           | 1                     | 10          | 0           | 0               | 0               | 0                 | 0                 | -                              | -                              | -                              | -        | -        | 10    | 0     |
| 2009-2010             | Le Havre AC           | 2                     | 28          | 0           | 1               | 0               | 1                 | 0                 | -                              | -                              | -                              | -        | -        | 30    | 0     |
| 2010-2011             | Stade rennais FC      | 1                     | 28          | 1           | 3               | 0               | 1                 | 0                 | -                              | -                              | -                              | -        | -        | 32    | 1     |
| 2011-2012             | Stade rennais FC      | 1                     | 34          | 1           | 3               | 0               | 1                 | 0                 | C3                             | 7                              | 0                              | -        | -        | 45    | 1     |
| 2012-2013             | Stade rennais FC      | 1                     | 30          | 0           | 0               | 0               | 4                 | 0                 | -                              | -                              | -                              | 3        | 0        | 37    | 0     |
| 2013-2014             | Stade rennais FC      | 1                     | 21          | 1           | 4               | 0               | 2                 | 0                 | -                              | -                              | -                              | 2        | 0        | 29    | 1     |
| 2014-2015             | Stade rennais FC      | 1                     | 0           | 0           | 0               | 0               | 0                 | 0                 | -                              | -                              | -                              | -        | -        | 0     | 0     |
| 2014-2015             | Toulouse FC           | 1                     | 13          | 1           | 0               | 0               | -                 | -                 | -                              | -                              | -                              | -        | -        | 13    | 1     |
| 2015-2016             | Toulouse FC           | 1                     | 18          | 2           | -               | -               | 1                 | 0                 | -                              | -                              | -                              | -        | -        | 19    | 2     |
| Total sur la carrière | Total sur la carrière | Total sur la carrière | 186         | 6           | 11              | 0               | 10                | 0                 | -                              | 7                              | 0                              | 5        | 0        | 219   | 6     |

## Palmarès
- Champion de France de Ligue 2 en 2008 avec Le Havre
- Finaliste de la Coupe de Ligue en 2013 avec Stade rennais
- Finaliste de la Coupe de France en 2014 avec Stade rennais